# Забродський Павло Францевич
Павло Францович Забродський (нар. 20 серпня 1951, Дубно) — російський токсиколог українського походження, заслужений діяч науки Російської Федерації.

## Навчання
П.Забродський навчався у Військово-медичній академії імені С. М. Кірова в 1968—1974 роках. Закінчив факультет підготовки військових лікарів для сухопутних і ракетних військ з відзнакою. Згодом, у 1981—1983 роках також з відзнакою закінчив факультет керівного медичного складу, токсикологія. До 1981 року служив на науково-дослідному полігоні Міністерства оборони СРСР (лікар-психофізіолог, начальник лабораторії фізіологічних досліджень, радіометричного і дозиметричного контролю).
У 1982 році він отримав вчений ступінь кандидата медичних наук (в період навчання у Військово-медичної академії), а в 1991 році — доктора медичних наук. Вчене звання «професор» присвоєно ВАК СРСР на початку 1992 року.

## Трудова діяльність
П.Забродський працював у 1992—1999 роках начальником кафедри токсикології та медичного захисту Військово-медичного факультету при Саратовському державному медичному університеті). З 1993 по 1997 рік — професор кафедри наркології і традиційної медицини в Саратовському державному медичному університеті за сумісництвом.
Також обіймав посаду головного радіолога при ліквідації наслідків аварії на ЧАЕС (березень — червень 1987 р.).
Полковник медичної служби у відставці

## Наукова діяльність
З 2000 року П.Забродський — професор Саратовського військового інституту біологічної та хімічної безпеки, а з 2011 року — професор Саратовського медичного університету «Реавіз».
Експерт Бюро судово-медичної експертизи органу управління охороною здоров'я Саратовської області.
Заслужений діяч науки Російської Федерації (2007).
Також П.Забродський — керівник секції медичного забезпечення Поволзької відділення Академії військових наук Російської Федерації, голова Саратовського відділення Всеросійської громадської організації токсикологів, головний токсиколог Саратовської області (1987—1989 рр.), дійсний член Нью-Йоркської академії наук (1995), академік Академії військових наук Російської Федерації (1996), РАПН (1997), співзасновник громадської організації «Міжнародна академія тверезості», лікар-токсиколог вищої категорії, лікар психіатр-нарколог.
П.Забродський розробив новий напрямок у науці — «Імунотоксикологія ксенобіотиків та фармакологічна корекція постінтоксикаційних імунодефіцитних станів». Займається дослідженнями в галузі імунотоксикології з 1975 року.
З 1993 року П.Забродський включив загальні питання імунотоксикологіі в програму викладання військової токсикології, радіології та медичного захисту на кафедрі токсикології Військово-медичного факультету при Саратовському державному медичному університеті (тут вперше в Росії почали викладати основи імунотоксикології). Опублікував оригінальні методи дослідження в токсикології, імунотоксикології й імунофармакології, вивчив імунотоксичні властивості більше 30 небезпечних хімічних речовин та обґрунтував застосування численних засобів, спрямованих на зниження постінтоксикаційних інфекційних ускладнень і захворювань. Експериментально встановив, що токсиканти розрізняються по переважного ураження Т-хелперів 1, Т-хелперів 2 і порушення функції цих субпопуляцій лімфоцитів в рівній мірі. Досліджуючи механізми імунотоксичності різних ксенобіотиків, вніс великий внесок у фундаментальні уявлення про регуляцію іммунної системи при впливі хімічних речовин. Найбільш значущі дослідження: імунотропних ефекти токсичних речовин, роль холінергічної системи в регуляції імунного гомеостазу, вивчення способів профілактики і лікування вторинних імунодефіцитних станів при отруєннях і в екологічно неблагополучних регіонах.
У 1986 році П.Забродський відкрив, а в 1987—1995 році опублікував дані, що свідчать про те, що холінергічна стимуляція знижує летальність тварин від сепсису. В даний час вивченню даного феномену, який реалізується внаслідок «холінергічного протизапального шляху», присвячено багато робіт. У 2010 році показав, що зниження летальності від сепсису під впливом холінергічної стимуляції, обумовлено зменшенням продукції прозапальних цитокінів. У 2015 році він встановив, що активація α7n-ацетилхолинорецепторів (α7nAChR) та застосування антитіл до ФНП-α істотно знижує летальність мишей від експериментального сепсису внаслідок зменшення в крові концентрації прозапальних цитокінів ФНП-α, ІЛ-1β,ІЛ-6. При комбінованому застосуванні антитіл до ФНП-α та агоніста α7nAChR спостерігався їх адитивний ефект. Аналогічний ефект був встановлений при комбінованій дії агоніста М1-ацетилхолінорецепторів і активатора a7n-ацетилхолінорецепторів.. У 2016 році П.Забродський відкрив наявність α7nAChR на В-лімфоцитах, встановив зниження їх функції при активація α7nAChR після інтоксикації фосфорорганічними сполуками. Наукові роботи П.Забродського використані для розробки єдиної, гармонізованої з міжнародними, державної класифікації токсичності і небезпеки хімічних сполук

.

## Нагороди
За видатні наукові праці в галузі імунології, порівняльної і експериментальної патології та великі наукові досягнення в галузі біології та біомедицини був представлений вченою радою Саратовського військового інституту біологічної та хімічної безпеки (протокол від 16 січня 2008 року) на здобуття премії РАН імені В. І. Мечникова.
- Орден Мужності (1998)
- Орден Ломоносова (2007)
- Почесне звання Заслужений діяч науки Російської Федерації (2007)
- Медаль «За відзнаку у військовій службі» (1990)
- Медаль «За бездоганну службу» в Збройних силах СРСР III ступеня (1979)
- Медаль «За бездоганну службу» в Збройних силах СРСР II ступеня (1984)
- Медаль «За бездоганну службу» в Збройних силах СРСР I ступеня (1989)
- Ювілейна медаль «60 років Збройних Сил СРСР»[37]
- Ювілейна медаль «70 років Збройних Сил СРСР»[38]
- Ювілейна медаль «200 років МІНІСТЕРСТВУ ОБОРОНИ»[39]
- Медаль «Учасник ліквідації наслідків аварії на ЧАЕС»[40]
- Медаль «XV років Федерального управління з безпечного зберігання та знищення хімічної зброї»[41]
- Медаль «30 років ліквідації аварії на ЧАЕС»[42]
- Відзнаку «За заслуги в знищенні хімічної зброї I ступеня»[43]
- Відзнака «За внесок у хімічне роззброєння»[44]
- Медаль"В пам'ять про ліквідацію наслідків катастрофи на ЧАЕС" (2006) та ін.
- Значок «Відміннику охорони здоров'я» (СРСР) (1988)

## Публікації
Автор більше 550 наукових робіт, в тому числі монографій («Иммунотропные свойства ядов и лекарственных средств», «Иммунотоксикология ксенобиотиков», «Иммунотоксикология фосфорорганических соединений» тощо.) та розділу монографії «Общая токсикология». Він засновник наукової школи в області іммунотоксікологіі ксенобіотиків.

### Основні роботи
- Бадюгин И. С., Забродский П. Ф., Поляруш В. П. и др. Военная токсикология, радиология и защита от оружия массового поражения. Под ред. И. С. Бадюгина. — М.: Военное издательство, 1992. — 336 с.
- Забродский П. Ф. Иммунотропные свойства ядов и лекарственных средств. — Саратов: Изд-во СГМУ, 1998. — 213 с. — ISBN 5-7213-0173-2.
- Забродский П. Ф., Германчук В. Г., Трошкин Н. М. Иммуностимуляторы. — Саратов: «Аквариус», 2001. — 109 с.
- Забродский П. Ф. Влияние ксенобиотиков на иммунный гомеостаз / Общая токсикология. Под ред. Б. А. Курляндского, В. А. Филова. — М.: Медицина, 2002. — С. 352—384. — ISBN 5-225-04609-6.
- Забродский П. Ф., Лим В. Г., Мальцева Г. М. и др. Иммунотропные свойства холинергических веществ. Под ред. П. Ф. Забродского. — Саратов: «Научная книга», 2005. — 239 с. — ISBN 5-93888-806-9.
- Забродский П. Ф., Мандыч В. Г. Иммунотоксикология ксенобиотиков. — Саратов: Изд-во СВИБХБ, 2007. — 420 с. — ISBN 978-5-91272-254-7.
- Забродский П. Ф. Иммунотоксикология фосфорорганических соединений. — Саратов: Изд-во «Саратовский источник», 2016.- 289 с. — ISBN 978-5-91879-561-3.

Інші роботи
- Забродский П. Ф., Шилохвостов Н. Г., Лужняк А. И. и др. Неотложная помощь при отравлениях ядовитыми техническими жидкостями. Профилактика поражений. — Хабаровск, 1985.
- Ядовитые растения и животные Дальнего Востока: клиника интоксикаций, неотложная помощь, профилактика. — Хабаровск, 1985.
- Постинтоксикационные иммунодефицитные состояния. — Саратов, 1992.
- Забродский П. Ф., Королев А. С. Санитарно-гигиенические и токсико-радиологические аспекты медицины катастроф. — Саратов: Изд-во Саратовского мед. ин-та, 1993. — 69 с.
- Медико-психологические аспекты подготовки военных врачей. Саратов: Изд-во Саратовского мед. ин-та, 1993. — 71 с.
- Характеристика острых отравлений токсичными химическими веществами, неотложная помощь. — Саратов, 1999.
- Методы и модели нейролингвистического программирования в обучении. — Саратов, 2004.
- Токсикология ядовитых технических жидкостей. — Саратов, 2005.
- Забродский П. Ф., Лим В. Г. Токсикология спиртов и хлорированных углеводородов. — Саратов: Изд-во СГМУ, 2006.
- Химия и токсикология спиртов и хлорированных углеводородов. — Саратов, 2007.